# Artemia monica
Artemia monica је рачић из рода саламурских рачића (Artemia sp.), класе Crustacea која припада реду Anostraca. Саламурски рачићи спадају у главну храну фламингоса.

## Угроженост
Ова врста је крајње угрожена и у великој опасности од изумирања.

## Распрострањење
Ареал врсте је ограничен на једну државу. 
Сједињене Америчке Државе су једино познато природно станиште врсте.

## Станиште
Станиште врсте су слатководна подручја. 